# أوجستين مولينجا
أوجستين مولينجا (بالإنجليزية: Augustine Mulenga) هو لاعب كرة قدم زامبي، ولد في 17 يناير 1990 في لوساكا في زامبيا لعب مع نادي نكانا.

## وصلات خارجية
- أوجستين مولينجا على موقع قاعدة بيانات كرة القدم.إي يو (الإنجليزية)
- أوجستين مولينجا على موقع ناشيونال فوتبول تيمز (الإنجليزية)
- أوجستين مولينجا على موقع Soccerway.com (الإنجليزية)
- أوجستين مولينجا على موقع عالم كرة القدم.نت (الإنجليزية)